# Format APS
Pour les articles homonymes, voir APS.

Logo de l'APS (Advanced Photo System).

Le format APS, ou Advanced Photo System (Système Photographique Avancé), est un format de pellicule photographique introduit en 1996 par Kodak, Fujifilm, Minolta, Nikon, Canon et quelques autres fabricants.

## Propriétés

### Format

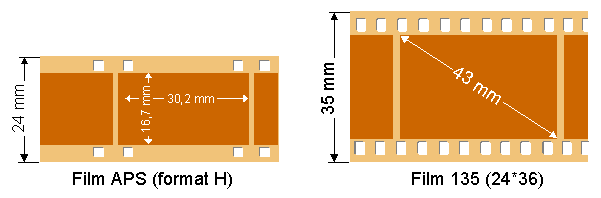
Comparaison avec le film 135.

Formats H, C et P.

Le film mesure 24 mm de largeur (donc plus petit que le format 35 mm) et sert à enregistrer une image de base de 30,2 × 16,7 mm (format dit « H », au rapport 16/9). Ce format de base peut être recadré au tirage (en hauteur ou en largeur) pour obtenir deux formats d'image supplémentaires :
- recadrage en largeur : 25,1 × 16,7 mm - format C (classique), rapport 3/2 équivalent au 24 × 36 ;
- recadrage en hauteur : 30,2 × 9,5 mm - format P (panoramique), rapport de 3/1.

Le choix du format à la prise de vue ne fait qu'indiquer au tireur quel recadrage choisir : le format H reste celui effectivement enregistré sur la pellicule. Les deux formats supplémentaires sont donc des pseudo-formats, contrairement par exemple à des formats panoramiques en 35 mm (voir l'Hasselblad XPan) où l'image enregistrée sur le film a une taille exploitant au maximum la surface sensible disponible.

### Cartouche

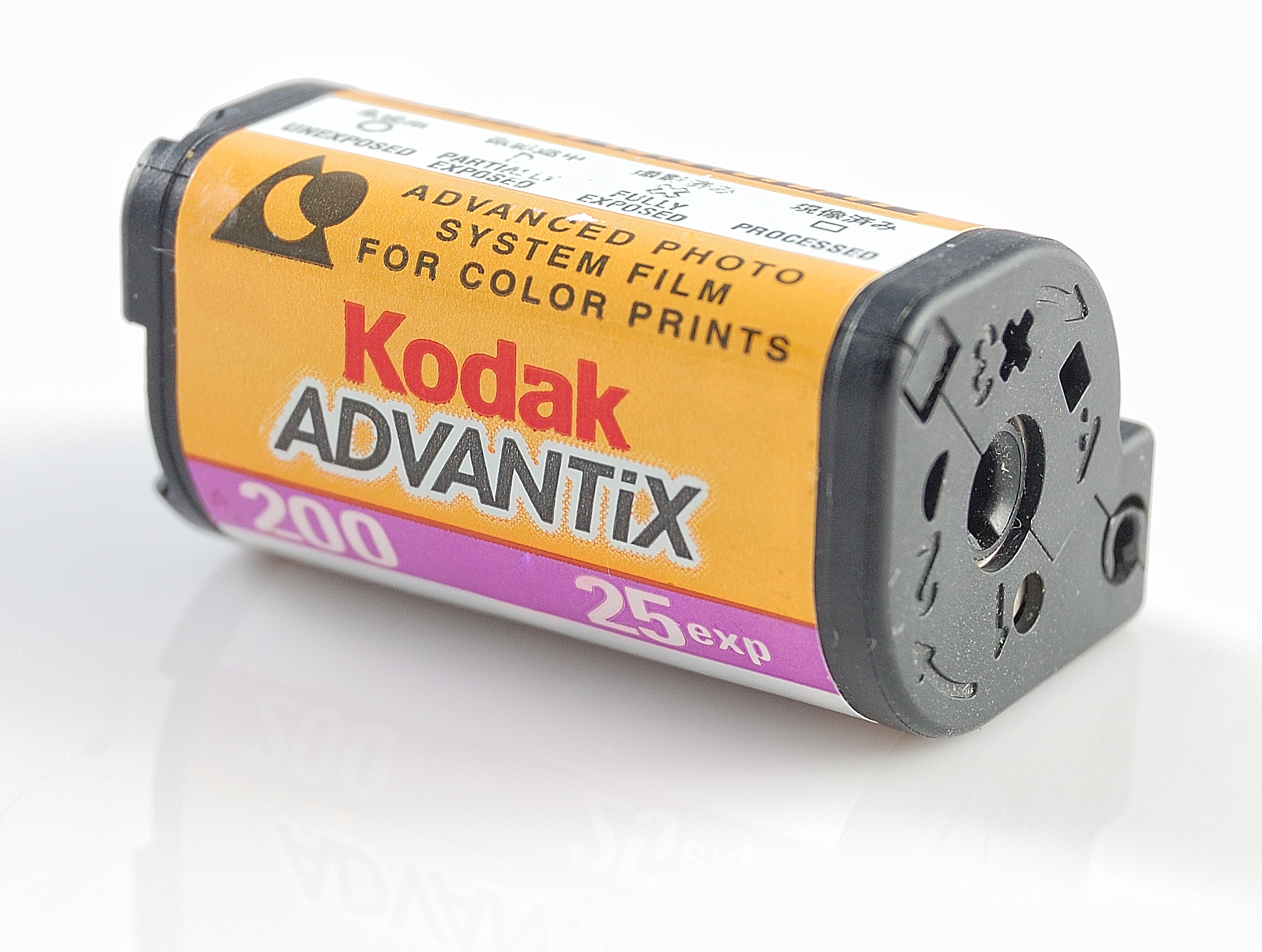
Cartouche APS Kodak.

Dans la norme APS, le film argentique reste en permanence dans une cartouche hermétique de plastique, dont la section ressemble à un squircle. La cartouche est munie d'indicateurs visuels pour indiquer l'état de traitement du film : 
1. cercle plein : film vierge ;
2. demi-cercle : partiellement exposé ;
3. croix : entièrement exposé mais pas encore développé ;
4. rectangle : développé.

### Métadonnées
L'APS possède aussi deux bandes magnétiques couchées sur le film, la première pour l'appareil photo, située au-dessous de la zone image réservée à l'appareil photo et la seconde au-dessus pour l'équipement de développement. L'appareil photo peut y enregistrer pour chaque image, en plus de son format de tirage, des métadonnées telles que l'heure de la prise de vue, les données d'exposition (diaphragme et vitesse), une légende éventuelle, etc. Cette bande stocke aussi le numéro de la dernière vue enregistrée et permet donc de rembobiner la pellicule, puis de la réinsérer plus tard dans l'appareil - celui-ci déroulant alors automatiquement le film jusqu'à la 1re vue vierge.
Le film APS est ainsi un exemple rare de support hybride, mi-analogique mi-numérique.

## Succès?
Malgré ses quelques avancées technologiques (la bande magnétique principalement) et en dépit d'un intense marketing, le format APS n'a jamais réussi à s'imposer. Son format de film plus petit signifiait une qualité d'image plus faible, d'où le désintérêt des professionnels. De plus, l'argument de la miniaturisation des appareils (dû au format plus petit de la cartouche et du film) n'a pas tenu face à des développements similaires en 35 mm.
L'irruption du numérique autour des années 2000 a aussi été un frein puissant au développement de ce format argentique.
Depuis la fin des années 1990, des fabricants proposent des appareils numériques avec des capteurs au format APS-C comme le Canon EOS D2000, des appareils plus grand public arriveront dès le début des années 2000.

## Fin de production
En 2011, les deux derniers producteurs de film APS, Fujifilm et Kodak, ont mis un terme à cette production. La production de films en rouleau se réduisant au 135 (le 24 × 36 que l'APS devait remplacer) et au 120. En 2020, il reste très peu de laboratoires traitant ce format.